# Markthalle (Cadours)

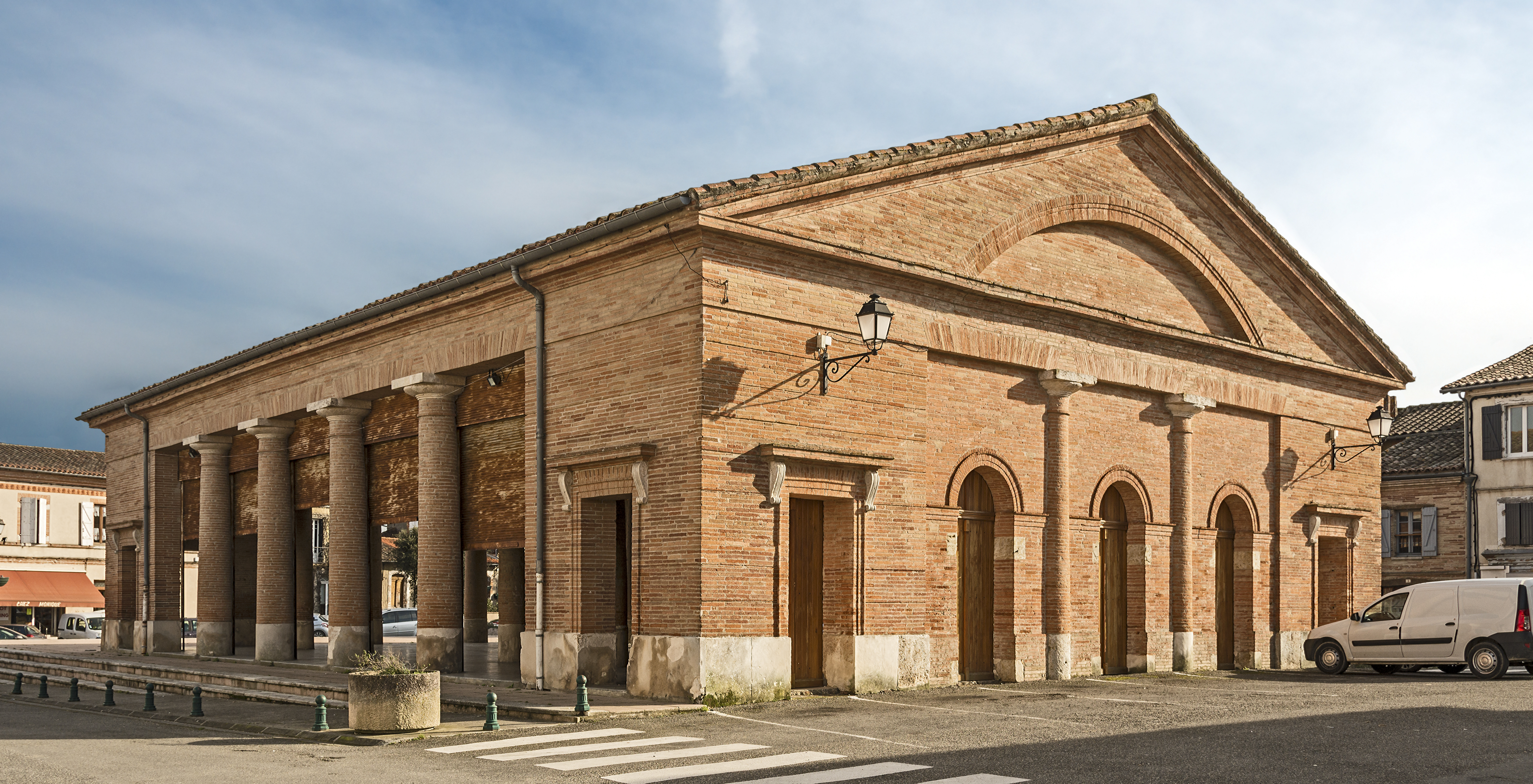
Markthalle in Cadours

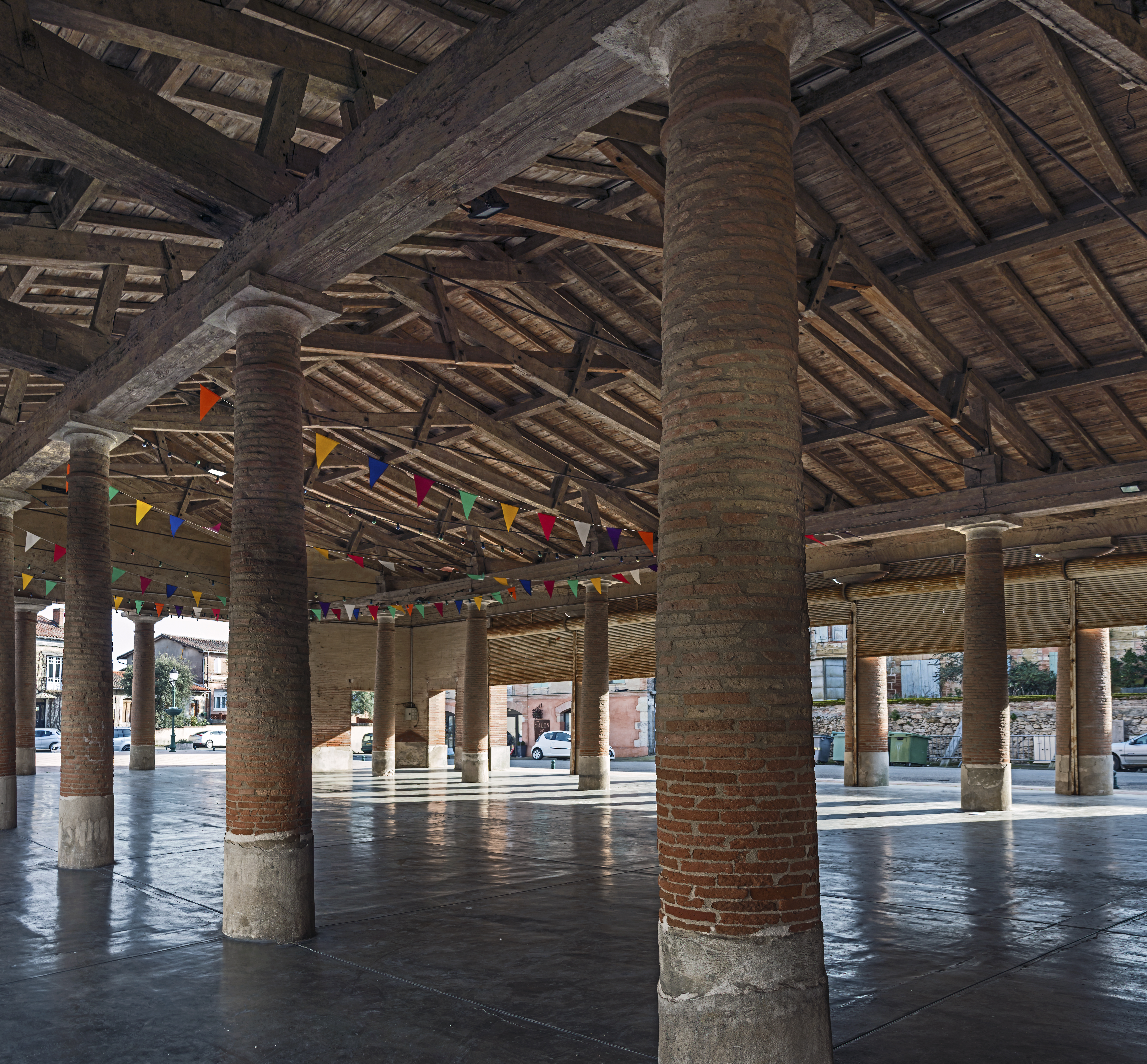
Innenansicht

Die Markthalle in Cadours, einer französischen Gemeinde im Département Haute-Garonne in der Region Okzitanien, wurde von 1822 bis 1833 errichtet. Die Markthalle an der Place du Commerce steht seit 2004 als Monument historique auf der Liste der Baudenkmäler in Frankreich.
Das Gebäude aus Ziegelmauerwerk wurde nach Entwürfen des Architekten Antoine Cambon aus Toulouse errichtet. Das klassizistische Bauwerk erinnert an den Stil dorischer Tempel.